# Kathleen Ferrier
Kathleen Ferrier, CBE (22 de abril de 1912 – 8 de octubre de 1953) fue la más célebre contralto británica.

## Comienzos
Nacida en Blackburn, Lancashire, Inglaterra. Dejó el colegio a los catorce años, y trabajó como operadora de teléfono en Blackburn. Se casó con un director de banca, Bert Wilson, en 1935, y se trasladó a Silloth y posteriormente a Carliste, en el Norte de Inglaterra.
Allí su marido le apostó a que no podría cantar en una competición de canto. Se presentó y ganó en dos categorías (canto y piano), aunque había pensado presentarse solamente como pianista (era profesora de piano). Fue así como acercó su talento musical a la opinión pública, y decidió emprender su carrera como cantante.
Durante los primeros días de la guerra dio conciertos para el Council for the Encouragement of Music and the Arts (consejo para el estímulo de la música y las artes)(CEMA) y según el dictamen de Malcolm Sargent, se trasladó a Londres en 1942, donde comenzó de verdad su carrera.
Su timbre único estaba justificado debido a una anomalía médica: su garganta era excepcionalmente ancha.
A pesar de su incipiente carrera musical, su matrimonio no funcionó y fue finalmente anulado doce años después.

## Trayectoria

### Creciente reputación

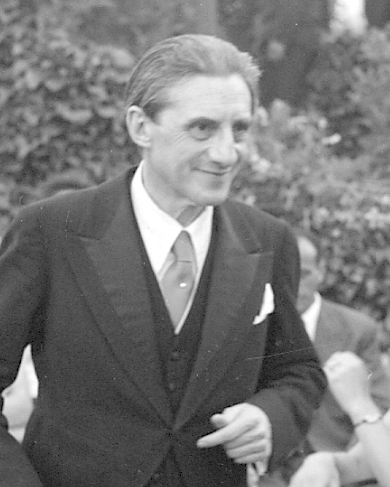
John Barbirolli

Ferrier dio su primer recital en Londres el 28 de diciembre de 1942 en la National Gallery, en un concierto a la hora del almuerzo organizado por Myra Hess. Aunque escribió que "le fue muy bien" en su diario, Ferrier estaba decepcionada con su actuación y concluyó que necesitaba más entrenamiento de voz. Se acercó al distinguido barítono Roy Henderson con quien, una semana antes, había cantado en Elías de Mendelssohn. Henderson accedió a enseñarle y fue su entrenador de voz habitual durante el resto de su vida. Más tarde explicó que su "tono cálido y amplio" se debía en parte al tamaño de la cavidad en la parte posterior de su garganta: "uno podría haber colocado una manzana de buen tamaño justo en la parte posterior de la garganta sin obstrucción". Sin embargo, esta ventaja física natural no era suficiente por sí sola para asegurar la calidad de su voz; esto se debió, dice Henderson, a "su arduo trabajo, arte, sinceridad, personalidad y, sobre todo, a su carácter".

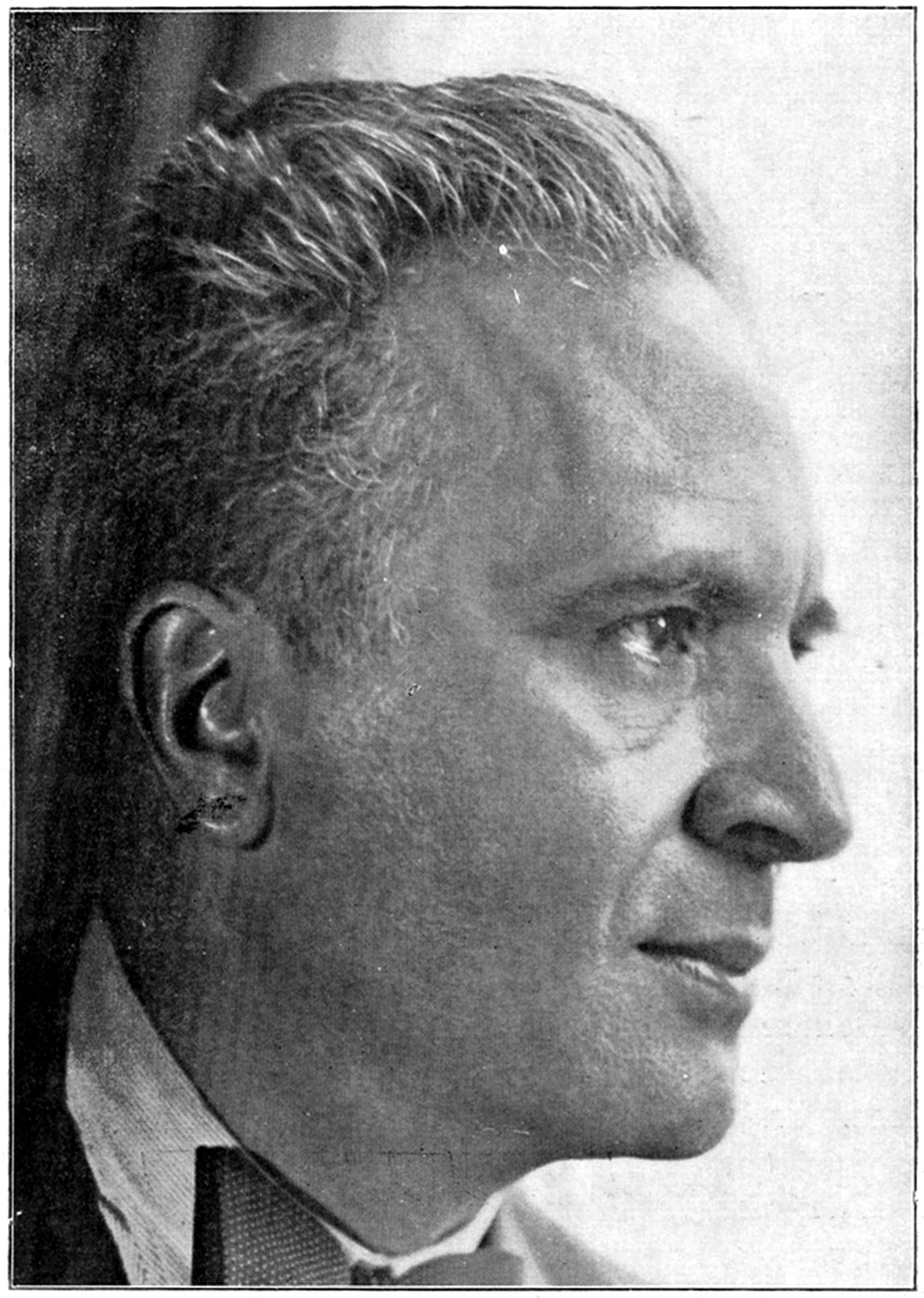
Bruno Walter, 1937

El 17 de mayo de 1943, Ferrier cantó El Mesías de Haendel en la Abadía de Westminster, junto a Isobel Baillie y Peter Pears, con la dirección de Reginald Jacques. Según el crítico Neville Cardus, fue a través de la calidad de su canto en esa actuación cuando Ferrier "hizo su primera actuación seria para los músicos". Su desempeño la condujo a otros compromisos importantes y a la radiodifusión y sus apariciones fueron cada vez más frecuentes en programas populares como Forces Favourites y Housewives' Choice que pronto le dieron reconocimiento nacional. En mayo de 1944, en los estudios Abbey Road de EMI con Gerald Moore como acompañante, realizó grabaciones de prueba de música de Brahms, Gluck y Elgar. Su tiempo como artista discográfica de Columbia fue breve e infeliz; tenía malas relaciones con su productor, Walter Legge, y después de unos meses se pasó a Decca.
En los meses restantes de la guerra, Ferrier continuó viajando por todo el país para satisfacer la creciente demanda de sus servicios por parte de los promotores de conciertos. En Leeds, en noviembre de 1944, cantó el papel del ángel en la obra coral de Elgar El sueño de Gerontius, su primera actuación en lo que se convirtió en uno de sus papeles más conocidos. En diciembre conoció a John Barbirolli mientras trabajaba en otra pieza de Elgar, Sea Pictures; más tarde, el director se convirtió en uno de sus amigos más cercanos y en uno de sus más firmes defensores. El 15 de septiembre de 1945, Ferrier hizo su debut en los London Proms, cuando cantó L'Air des Adieux de la ópera La doncella de Orleans de Chaikovski. Aunque a menudo cantaba arias individuales, la ópera no era el fuerte natural de Ferrier; no le había gustado cantar el papel principal en una versión de concierto de Carmen de Bizet en Stourbridge en marzo de 1944 y, en general, evitaba compromisos similares. Sin embargo, Benjamin Britten, que había escuchado su interpretación del Mesías en la Abadía de Westminster, la convenció para que interpretara el papel de Lucretia en su nueva ópera The Rape of Lucretia, que abriría el primer Festival de Glyndebourne de la posguerra en 1946. Compartiría el papel con Nancy Evans. A pesar de sus dudas iniciales, a principios de julio, Ferrier le escribió a su agente que estaba "disfrutando [los ensayos] tremendamente y creo que es la mejor parte que una podría tener".
Las actuaciones de Ferrier en Glyndebourne, que comenzaron el 12 de julio de 1946, le valieron críticas favorables, aunque la ópera en sí fue menos bien recibida. En la gira provincial que siguió al festival, no logró atraer público y sufrió grandes pérdidas económicas.
Por el contrario, cuando la ópera llegó a Ámsterdam, fue recibida calurosamente por el público holandés, que mostró especial entusiasmo por la interpretación de Ferrier. Este fue el primer viaje de Ferrier al extranjero, y escribió una carta emocionada a su familia: "¡Las casas y ventanas más limpias que jamás hayas visto, y flores en los campos todo el camino!"  Tras su éxito como Lucretia, accedió a regresar. a Glyndebourne en 1947, para cantar Orfeo en la ópera Orfeo y Eurídice de Gluck. A menudo había cantado el aria Che farò ("Qué es la vida") de Orfeo como pieza de concierto, y recientemente la había grabado con Decca. En Glyndebourne, las limitadas habilidades actorales de Ferrier causaron algunas dificultades en su relación con el director Fritz Stiedry; sin embargo, su actuación en la primera noche, el 19 de junio de 1947, atrajo cálidos elogios de la crítica.
La asociación de Ferrier con Glyndebourne dio más frutos cuando Rudolf Bing, el director general del festival, la recomendó a Bruno Walter como solista de contralto en una interpretación del ciclo de canciones sinfónicas de Mahler, Das Lied von der Erde. Esta fue planeada para el Festival Internacional de Edimburgo de 1947. Al principio, Walter desconfiaba de trabajar con una cantante relativamente nueva, pero después de su audición, sus temores se disiparon; "Reconocí con deleite que aquí estaba potencialmente una de las más grandes cantantes de nuestro tiempo", escribió más tarde. Das Lied von der Erde era en ese momento en gran parte desconocida en Gran Bretaña, y algunos críticos la encontraron poco atractiva; sin embargo, el Edinburgh Evening News la consideró "simplemente magnífica". En un esbozo biográfico posterior de Ferrier, Lord Harewood describió la asociación entre Walter y ella, que perduró hasta la última enfermedad del cantante, como "una rara combinación de música, voz y temperamento".

## Cima de su carrera, 1948-1951
El 1 de enero de 1948, Ferrier partió para una gira de cuatro semanas por América del Norte, la primera de los tres viajes transatlánticos que haría durante los siguientes tres años. En Nueva York, cantó dos conciertos de Das Lied von der Erde, con Bruno Walter y la Filarmónica de Nueva York. Alma Mahler, la viuda del compositor, estuvo presente en el primero de ellos, el 15 de enero. En una carta escrita al día siguiente, Ferrier le dijo a su hermana: "Algunos de los críticos están entusiasmados, pero otros no estan impresionados". Después de la segunda actuación, que se transmitió de costa a costa, Ferrier dio recitales en Ottawa y Chicago antes de regresar a Nueva York y embarcarse de regreso a casa el 4 de febrero.
Durante 1948, en medio de muchos compromisos, Ferrier interpretó Rapsodia para Contralto de Brahms en los Proms en agosto y cantó en la Misa en si menor de Bach en el Festival de Edimburgo de ese año. El 13 de octubre de 1948, se unió a Barbirolli y la Orquesta Hallé en una transmisión del ciclo de canciones de Mahler, Kindertotenlieder. Regresó a los Países Bajos en enero de 1949 para una serie de recitales. Después salió de Southampton el 18 de febrero de 1949 para comenzar su segunda gira estadounidense. Esta se inauguró en Nueva York con un concierto de Orfeo y Eurídice que obtuvo elogios uniformes de los críticos de Nueva York. En la gira que siguió, su acompañante fue Arpád Sándor (1896-1972), que padecía una enfermedad depresiva que afectaba gravemente a su forma de tocar. Sin darse cuenta de su problema, en sus cartas a casa, Ferrier reprendió a "este abominable acompañante" que merecía "una patada en el trasero". Cuando se enteró de que había estado enfermo durante meses, volvió su furia contra los promotores de la gira. Finalmente, cuando Sándor estaba demasiado enfermo para presentarse, Ferrier pudo contratar a un pianista canadiense, John Newmark, con quien formó una relación de trabajo cálida y duradera.
Poco después de su regreso a Gran Bretaña a principios de junio de 1949, Ferrier fue a Ámsterdam donde, el 14 de julio, cantó en el estreno mundial de la Sinfonía primavera de Britten, con Eduard van Beinum y la Orquesta del Concertgebouw. Britten había escrito esta obra específicamente para ella. En el Festival de Edimburgo en septiembre dio dos recitales en los que Bruno Walter actuó como su pianista acompañante. Ferrier sintió que estos recitales representaban "el pico que había estado buscando a tientas durante los últimos tres años". Muchos años después se emitió una transmisión de uno de los recitales; sobre esta, el crítico Alan Blyth escribió: "El apoyo muy personal y positivo de Walter obviamente empujó a Ferrier a dar lo mejor de sí misma".
Los siguientes 18 meses vieron una actividad casi ininterrumpida, abarcando una serie de visitas a Europa continental y una tercera gira estadounidense entre diciembre de 1949 y abril de 1950. Esta gira estadounidense abrió nuevos caminos para Ferrier, la costa oeste, e incluyó tres presentaciones en San Francisco de Orfeo y Eurídice, bajo la dirección de Pierre Monteux. En los ensayos, Ferrier conoció a la renombrada contralto estadounidense Marian Anderson, quien supuestamente dijo de su contraparte inglesa: "¡Dios mío, qué voz, y qué rostro!" Al regreso de Ferrier a casa, el ritmo frenético continuó, con una rápida sucesión de conciertos en Ámsterdam, Londres y Edimburgo seguidos de una gira por Austria, Suiza e Italia. En Viena, la gran soprano Elisabeth Schwarzkopf fue co-solista de Ferrier en una interpretación grabada de la Misa en si menor de Bach, con la Sinfónica de Viena bajo la dirección de Herbert von Karajan. Schwarzkopf más tarde recordó el canto de Ferrier del Agnus Dei de la misa como su punto culminante del año.
A principios de 1951, mientras estaba de gira en Roma, Ferrier se enteró de la muerte de su padre a la edad de 83 años. Aunque estaba molesta por esta noticia, decidió continuar con la gira; la entrada de su diario del 30 de enero dice: "Mi Pappy murió en paz después de una gripe y un ligero derrame cerebral". Regresó a Londres el 19 de febrero e inmediatamente estuvo ocupada ensayando con Barbirolli y la Hallé una obra que era nueva para ella: Poème de l'amour et de la mer de Ernest Chausson, que interpretaron en Mánchester el 28 de febrero, con gran éxito de crítica. Dos semanas después, Ferrier descubrió un bulto en su seno. No obstante, cumplió varios compromisos en Alemania, los Países Bajos y Glyndebourne antes de ver a su médico el 24 de marzo. Después de las pruebas en el University College Hospital, se diagnosticó cáncer de mama y se realizó una mastectomía el 10 de abril. Todos los compromisos inmediatos fueron cancelados y entre ellos se encontraba una serie planificada de representaciones de The Rape of Lucretia por parte del English Opera Group, programada como parte del Festival de Gran Bretaña de 1951.

## Final de su carrera

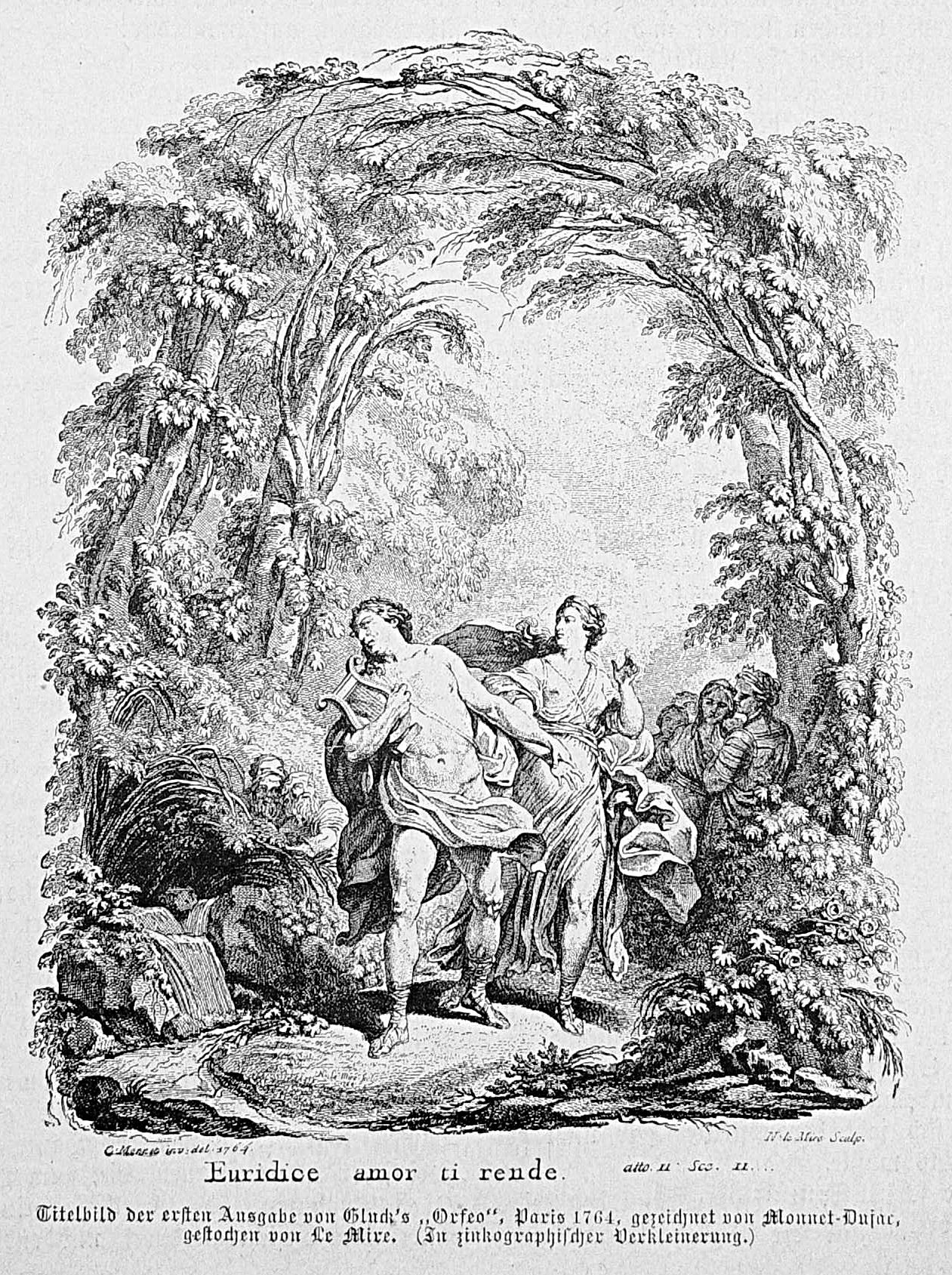
Orfeo saca a Eurídice del inframundo.
Ilustración de la edición original de 1764 de la partitura de Gluck

Ferrier reanudó su carrera el 19 de junio de 1951, con la Misa en si menor en el Royal Albert Hall. Luego hizo su visita habitual al Festival de Holanda, donde dio cuatro representaciones de Orfeo y cantó en la Segunda Sinfonía de Mahler con Otto Klemperer y la Orquesta del Concertgebouw. Durante el verano, su programa de conciertos se intercaló con visitas al hospital; sin embargo, estaba lo suficientemente bien como para cantar en el Festival de Edimburgo en septiembre, donde realizó dos recitales con Bruno Walter y cantó el Poème de Chausson con Barbirolli y la Hallé. En noviembre, cantó Land of Hope and Glory en la reapertura del Free Trade Hall de Mánchester, un punto culminante de la velada que, escribió Barbirolli, "conmovió a todos, incluido al director, hasta las lágrimas". Después Ferrier descansó durante dos meses mientras se sometía a radioterapia; su único compromiso laboral durante diciembre fue una sesión de grabación de tres días de canciones folclóricas en los estudios Decca.
En enero de 1952, Ferrier se unió a Britten y Pears en una breve serie de conciertos para recaudar fondos para el English Opera Group de Britten, incluido el estreno de la obra de Britten, Canticle II: Abraham and Isaac. Escribiendo más tarde, Britten recordó esta gira como "quizás la más hermosa de todas" de sus asociaciones artísticas con Ferrier. A pesar de los continuos problemas de salud, cantó en la Pasión según San Mateo de Bach en el Royal Albert Hall el 30 de marzo, en el Mesias en el Free Trade Hall el 13 de abril y en Das Lied von der Erde con Barbirolli y la Hallé el 23 y 24 de abril. El 30 de abril, Ferrier asistió a una fiesta privada en la que estaban presentes la nueva reina, Isabel II, y su hermana, la princesa Margarita. En su diario, Ferrier anota: "La princesa M cantó, ¡muy bien!". Su salud siguió deteriorándose; se negó a considerar un curso de inyecciones de andrógenos, creyendo que este tratamiento destruiría la calidad de su voz. En mayo de 1952 viajó a Viena para grabar Das Lied y Rückert-Lieder de Mahler con Walter y la Filarmónica de Viena; la cantante y el director habían buscado durante mucho tiempo preservar su asociación en el disco. A pesar de un sufrimiento considerable, Ferrier completó las sesiones de grabación entre el 15 y el 20 de mayo.
Durante el resto de 1952, Ferrier asistió a su séptimo Festival de Edimburgo consecutivo, cantando en representaciones de Das Lied, The Dream of Gerontius, Messiah y algunas canciones de Brahms. Realizó varias sesiones de grabación en estudio, incluida una serie de arias de Bach y Handel con Sir Adrian Boult y la Orquesta Filarmónica de Londres en octubre. En noviembre, después de un recital en el Royal Festival Hall, se sintió angustiada por una reseña en la que Neville Cardus criticó su actuación por presentar "apelaciones vocales adicionales que distraen" diseñadas para complacer a la audiencia a expensas de las canciones. Sin embargo, aceptó sus comentarios de buena gana, y señaló que "... es difícil complacer a todos, durante años me han criticado por ser una cantante monótona y sin color". En diciembre cantó en el Christmas Messiah de la BBC, última vez que interpretaría esta obra. El día de Año Nuevo de 1953, fue nombrada Comandante de la Orden del Imperio Británico (CBE) en la Lista de Honores de Año Nuevo de la Reina.

## Muerte temprana
Otro punto álgido fue como Orfeo en Orfeo y Eurídice de Christoph Willibald Gluck en el Royal Opera House en febrero de 1953, cuando se rompió un hueso de la pierna durante la actuación pero continuó cantando. Ferrier ya había cantado previamente este papel en Festival de Glyndebourne en 1947 y en los Países Bajos en 1949 y 1951.
Ferrier murió en octubre de 1953 en Londres. Cuando murió a la edad de 41 años había alcanzado en sólo doce años una fama inigualable en su país convirtiéndose en el paradigma de la contralto británica. Fue sucedida por Dame Janet Baker, una mezzosoprano extraordinaria con un color vocal diferente.
Los holandeses crearon en su memoria la "Rosa Kathleen Ferrier".

## Repertorio
Benjamin Britten escribió específicamente para ella, incluyendo Lucretia en La violación de Lucrecia, Abraham and Isaac (también escrito para Peter Pears), y una parte de Spring Symphony (1949). Trabajó con muchos directores famosos, como Bruno Walter, John Barbirolli, Malcolm Sargent, Clemens Krauss, Herbert von Karajan, Eduard van Beinum y el propio Benjamin Britten. También cantó con muchos cantantes reputados de aquellos tiempos, como Isobel Baillie, Elisabeth Schwarzkopf, Julius Patzak y Peter Pears.
Entre otros compositores que escribieron específicamente para ella fueron Lennox Berkeley, Arthur Bliss y Edmund Rubbra. 
Ferrier sobresalió con la música de Mahler, de Bach y de Handel. Sus canciones a menudo incluían canciones de Schubert, de Schumann y de Brahms. 
Hacia el final de su breve carrera cantó Poème de l'amour et de la mer, su único trabajo importante del repertorio francés.
Ferrier es especialmente recordada por las interpretaciones de canciones populares británicas, incluyendo el encantador Blow the wind southerly interpretado a capella (sin acompañamiento) donde puede apreciarse el color único e inconfundible de su voz.
A pesar de la gran demanda que tenía en el Reino Unido, también cantó regularmente en los Países Bajos, donde era extremadamente popular. 
También hizo actuaciones en Francia, Alemania, Italia y en Escandinavia. Además hizo tres visitas a Norteamérica (en 1948, 1949 y 1950) y cantó en los primeros seis festivales internacionales de Edimburgo (de lo cual estaba especialmente orgullosa).

## Discografía
Su trabajo es particularmente conocido por soberbias lecturas de:
- Bach
  - Pasión según San Mateo (Matthäus-Passion)
  - Misa en si menor
- Brahms
  - Rapsodia para alto (Alt-Rhapsodie)
  - Vier ernste Gesänge
- Chausson, Poeme de l'amour et de la mer
- Mahler
  - La canción de la tierra (Das Lied von der Erde)
  - Canciones a los niños muertos (Kindertotenlieder)
  - Canciones sobre poemas de Rückert (Rückert Lieder)
- Gluck, Orfeo ed Euridice
- Handel, El Mesías
- Schumann, Amor y vida de mujer (Frauenliebe und -leben)

### DVD
- Kathleen Ferrier, an ordinary diva - film biográfico conmemorando el medio siglo de su desaparición.